# The Man Machine
The Man Machine (versió anglesa per al mercat internacional de Die Mensch Maschine, en la seva versió alemanya original) és el títol d'un disc compost, arranjat i gravat pel grup musical alemany Kraftwerk l'any 1978, esdevenint un punt de referència molt important per a la música electrònica i un dels discs més influents i avantguardistes de la música pop i rock en general de les quatre darreres dècades.

## L'actitud prèvia de la premsa anglosaxona enversKraftwerk
D'ençà que el 1974 varen tenir el primer èxit internacional amb Autobahn, Kraftwerk havien passat de ser considerats el que al principi semblava una espècie de curiositat provinciana centreeuropea, gairebé una broma, a ser vistos- per certa premsa fonamentalista del món del rock- després de Radioactivity (1975), i sobretot Trans Europe Express (1977), com una espècie de grup altament perillós per a l'hegemonia anglosaxona, tant des del punt de vista ideològic com estrictament musical. La seva actitud de desafiant radicalitat electrònica, absolutament mancada de culpabilitat, era temuda com si fos una seriosa amenaça que pogués acabar amb la desaparició dels instrumentistes convencionals, amb risc d'ésser substituïts per les temibles màquines. A això, s'hi ajuntava la seva procedència germànica de la qual no només se’n amagaven sinó que, fet gairebé inèdit en un artista alemany des de la postguerra, se’n ventaven, amb totes les connotacions que això podia suposar: la inevitable certesa de què Kraftwerk, per força, havien de ser nazis.
Els Kraftwerk sempre havien trobat tots aquest prejudicis altament enutjosos, perquè no només no eren nazis sinó que a la seva música, posada sota un minuciós anàlisi, no hi havia hagut mai ni la més mínima senyal de comentari polític i, menys encara, cap incitació a la violència o a la superioritat racial de cap tipus; essent plena, això si, d'observacions suaument iròniques de la vida moderna. A tot aquest absurd si havia d'afegir que ells mai havien amagat una gran admiració per a la música pop anglosaxona, especialment l'afroamericana.
Com a reacció a tot aquesta campanya en contra seva, prengueren una actitud una mica en la línia de "si no volies brou, té, dos tasses", publicant el 1978, el seu disc conceptual i estèticament més radical i provocatiu: Die Mensch Maschine que per obligació contractual amb EMI, seria més conegut per la seva versió anglesa pel mercat internacional, The Man Machine.

## El concepte
Seguint amb la línia, començada als anteriors àlbums, de recuperació de la identitat de les vanguardies artístiques europees de principis de segle, per a ordir el que seria tot una declaració d'amor a la màquina i a la seva interacció positiva amb l'home. El fil conductor que recorria el disc, de principi a fi, és la fascinació de l'ideal per l'home màquina, tema amb no poques referències nietzschianes i la teoria del superhome, però aquí amb un propòsit clarament futurista.
"Dynamo" va ser el títol provisional del disc, escollit per la idea de moviment que els inspirava, però aviat fou descartat per les seves connotacions futbolístiques, que recordaven al famós club rus del mateix nom. Una de les troballes inesperades que feren mentre estaven preparant el concepte del disc, fou el descobriment de l'etimologia del mot "robot", que ve del mot rus "robotnick", que significa "obrer". Aquest mot és emprat a l'ambigua frase que hom pot sentir al tema "The Robots": "It voi sluga, It voi robotnick" (Sóc el teu esclau, sóc el teu robot).

## La música
Kraftwerk tingueren l'encert d'encarar tota aquesta temàtica, que en altres mans hauria estat massa feixuga, pel seu cantó més accessible, ballable i audible per tota mena de públic; sense exigir cap mena de preparació intel·lectual prèvia a ningú. Era la seva manera de demostrar que el bagatge cultural europeu podia ser tan divertit i fascinant com les evocacions idíl·liques de les platges californianes. El vehicle que varen utilitzar per a fer pair tot aquest bombardeig d'idees fou la suggestió i l'ambigüitat, defugint adoctrinar a ningú en res; amb l'audàcia afegida que l'altra gran ambició era aconseguir que el públic pogués ballar-lo en sentir-lo.
Ja a Trans Europe Express es varen sorprendre de què els Djs afroamericans utilitzaven aquell disc per a les seves sessions de discoteca. A The Man Machine varen aprofundir encara més en la vessant corporal dels seus ritmes mecànics. Varen analitzar un bon nombre de discs de música ballable i arribaren a la conclusió de què la música disco i el funk d'arrel negra eren, segons ells, els estils més infecciosos per al ball. Començaren llavors una labor de depuració d'aquests ritmes, eliminant tot el que els semblava accessori i, en canvi, potenciant els cops fonamentals per aconseguir un efecte irresistible. El resultat final fou que els ritmes que els van quedar, després del filtratge, eren encara més metronòmics i simples que en cap dels disc que havien treballat.
Des del punt de vista melòdic, Kraftwerk mai haurien estat tan inspirats com en aquest disc, que probablement té les melodies més belles i memorables de la seva carrera. No en va, de tots els seus aquest és el disc del qual s'han fet més versions i per músics de tota mena- especialment dels temes The Mode iNeon Light- des del quartet clàssic d'Alekssandr Balanescu, passant pel rock d'U2, el heavy d'uns Rammstein o Coptic Rain, el tecnopop dels Simple Minds o OMD, fins a d'altres tan sorprenents com la versió deThe Mode en cant gregoria i en llatí de Sopor Aeternus & the Ensemble of Shadows, els chachachà de Señor Coconut, i versions de grups xinesos, japonesos, espanyols, etc. amb les lletres traduïdes a aquests idiomes.
La sonoritat del disc seria també la més purament electrònica que mai haguessin emprat, defugint referències a imitacions d'instruments com, els violins de Trans Europe Express o els cors de Radioactivity. Tots els sons estan basats en ones electròniques pures, des dels percussius fins al melòdic solista més dolç, prenent-se com a referent sonor a si mateixos; creant una nova tradició electrònica sonora pràcticament del no res. Cal destacar-ne la netedat general del so, la puresa de les mescles, simples, cristal·lines, a les que és fàcil veure l'esquelet de l'estructura de cada peça, de tan aparentment simples com apareixen.
El fet d'haver escollit la música negra de ball més contundent i comercial- que en aquell moment tenia una pèssima reputació a la premsa anglosaxona blanca- com a base de la seva inspiració, era l'aposta més arriscada que mai havien pres: Era molt fàcil que es perdés la màgia dels anteriors discs, per més que es guanyés en immediatesa; d'ésser titllats per part dels puristes de la vanguàrdia, que eren la seva massa de seguidors, d'haver-se rendit a les estratègies comercials; i, finalment, el desinterès més absolut per part dels potencials compradors de música de ball, als quals els elements conceptuals del disc els era, a priori, del tot indiferent.
Miraculosament, la jugada els va sortir rodona i el disc va aconseguir navegar prodigiosament entre la comercialitzat més efectiva (va ser, de llarg, el seu disc més venut, aconseguint el single de "The Model" ésser número 1 a Anglaterra, quatre anys més tard de la publicació de l'àlbum) i l'aclamació unànime d'obra mestra de l'experimentació, per primera vegada a la seva carrera, per la major part de la crítica mundial.

## L'estètica
El toc mestre final va ser l'estètica de la portada a on els, ja de per si impecablement mudats, membres del grup apareixien uniformats amb camisa vermella- d'un vermell llampant, com la paret del fons- i corbata negra, escalonats en fila als graons d'una escala, a la manera de la famosa pintura "Nu baixant una escala" (1912) de Marcel Duchamp. Els pentinats, ja habitualment curts, recordaven ara a la moda masculina dels anys vint. La seva actitud d'agent d'assegurances amable de la portada de Trans Europe Express, s'havia transformat en una decidida posa altiva, amb les mirades desafiadores, fitant cap a la dreta. Els quatre homes estaven voltats per tot arreu pel títol del disc escrit en diferents idiomes- amb un grafisme descaradament inspirat en el constructivista El Lissitsky- destacant molt especialment la versió en rus. Aquesta nova estètica transmetia una forta imatge corporativa, com si Kraftwerk fos una mena d'estrany exèrcit. Semblava, certament, com si estiguessin avisant que no farien mal a ningú però que estaven una mica farts de ser atacats; que a partir d'ara no hi hauria espai per a la broma amb ells, ja que amb les seves màquines podien fer molt mal. De fet, tot plegat no era més que una sofisticada mostra de sentit de l'humor, que no va ser captada per alguns dels detractors del grup.
En resum: Constructivisme rus (El Lissitsky), futurisme italià (els robots, Marinetti), avantguarda francesa (Marcel Duchamp) i expressionisme alemany (el film Metropolis (1926 de Fritz Lang, en la qual es basa el tema del mateix nom) eren un còctel d'influències que passaren desapercebudes a algun crític ignorant, que entenia tota aquella estètica com una apoteosi pro-nazi. Afortunadament per a Kraftwerk, la societat d'aquell moment estava molt més receptiva al seu sentit de l'humor que quan varen treure els anteriors discs, més enllà de referències cultes, que hom podia perfectament obviar o desconèixer per a gaudir plenament del disc.

## Fitxa tècnica
- Nom del disc: Die Mesch Maschine (versió original alemanya/ The Man Machine (versió internacional en anglès)
- Estil musical: electrònica, minimalista, avantguarda, pretecnopop, pretechno, preambient, preelectro.
- Discogràfica: EMI Odeon
- Concepte i producció: Ralf Hutter i Florian Schneider
- Composició, arranjaments i creació de sons: Ralf Hutter, Florian Schneider i Karl Bartos
- Intèrprets: Ralf Hutter: Sintetitzadors, electrònica i veus sense tractament, Florian Schneider: Sintetitzadors, electrònica, veus amb vocoder, Karl Bartos: Percussió electrònica, Wolfgang Flür: Percussió electrònica
- Gravat a: Kling Klang Studios (Düsseldorf)
- Enginyers de so: Joschko Rudas i Leanard Jackson
- Fotografies: Günter Fröhling
- Disseny artístic: Karl Fleisch (inspirat per El Lissitzky)
- Any de producció: 1978

### Llista de temes
(Tots els títols estan primer en la versió alemanya i després en la versió anglesa, amb les petites variants de durada)
Cara A
- Die Roboter 6’09’’- The Robots 6’11’’
- Spacelab 5’56’’- Spacelab 5’51’’
- Metropolis 5’59’’ -. Metropolis 5’59’’

Cara B
- Das Modell 3’39’’ - The Model 3’38’’
- Neonlicht 9’05’’ – Neonlight 9’03’’
- Die Mensch Maschine 5’25’’ – The Man Machine 5’28’’